# حاجز دموي دماغي

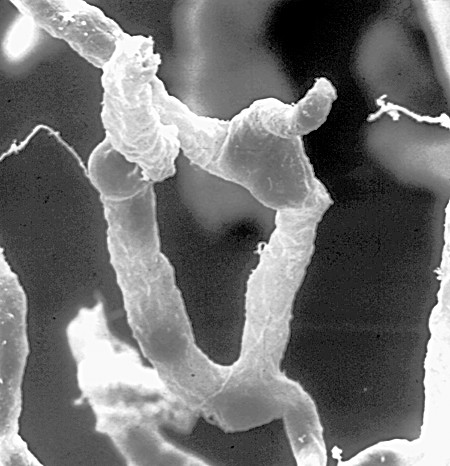
جزء من شبكة شعيرات دموية تغذي خلايا الدماغ.

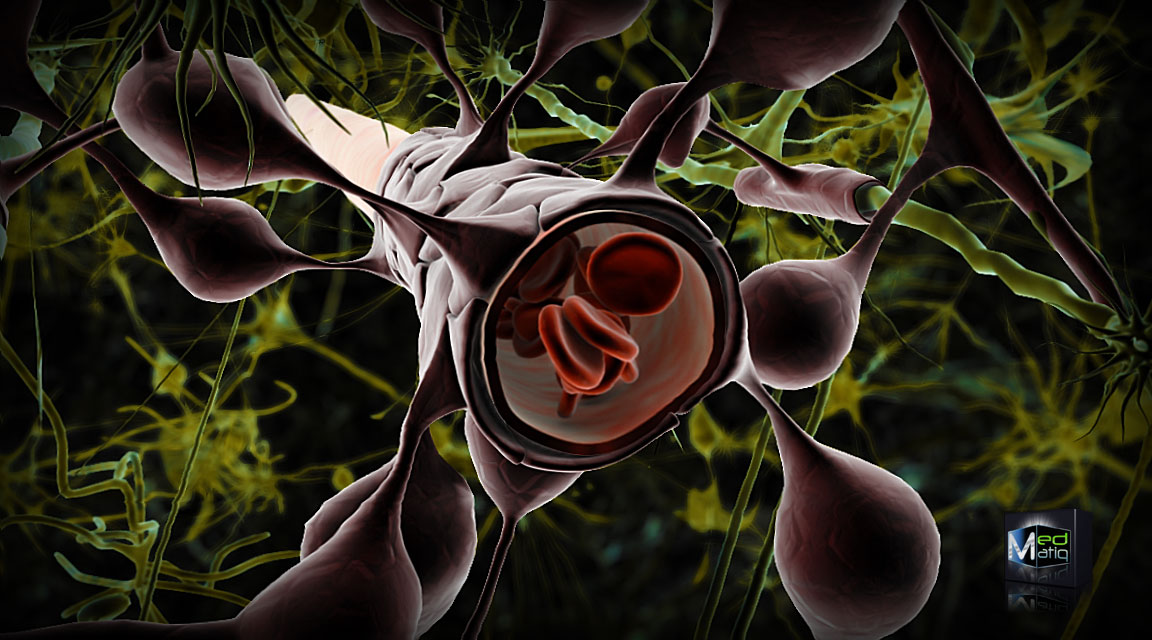
خلية نجمية من النوع 1، تحيط شعيرات دموية في الدماغ.

الحاجز الدموي الدماغي أو الحائل الدموي الدماغي (بالإنجليزية: Blood–brain barrier)‏: هو حاجز بين الدم، وسائل خارج الخلوي الخاص بالدماغ في الجهاز العصبي المركزي.
يتكون الحاجز من غشاء قاعدي سميك، بالإضافة إلى نهايات قدمية للخلايا النجمية.
ويتواجد الحاجز بامتداد الشعيرات الدموية ويتكون من موصلات محكمة لا تتواجد في باقي الشعيرات الدموية.
تقوم الخلايا البطانية كواحدة من أجزاء الحاجز، بمنع انتشار بعض المواد المجهرية مثل البكتيريا وبعض الجزيئات الكبيرة المحبة للماء إلى السائل المخي الشوكي، بينما تسمح لبعض الجزيئات الأخرى الصغيرة الكارهة للماء بالانتشار إلى السائل (مثل: الأكسجين، ثاني أكسيد الكربون، الهرمونات).
تقوم خلايا الحاجز بالنقل الفاعل لبعض نواتج الاستقلاب مثل الجلوكوز عبر الحاجز لتدخل إلى السائل المخي الشوكي وتقوم بدورها بتغذية الدماغ.

## تاريخ الاكتشاف

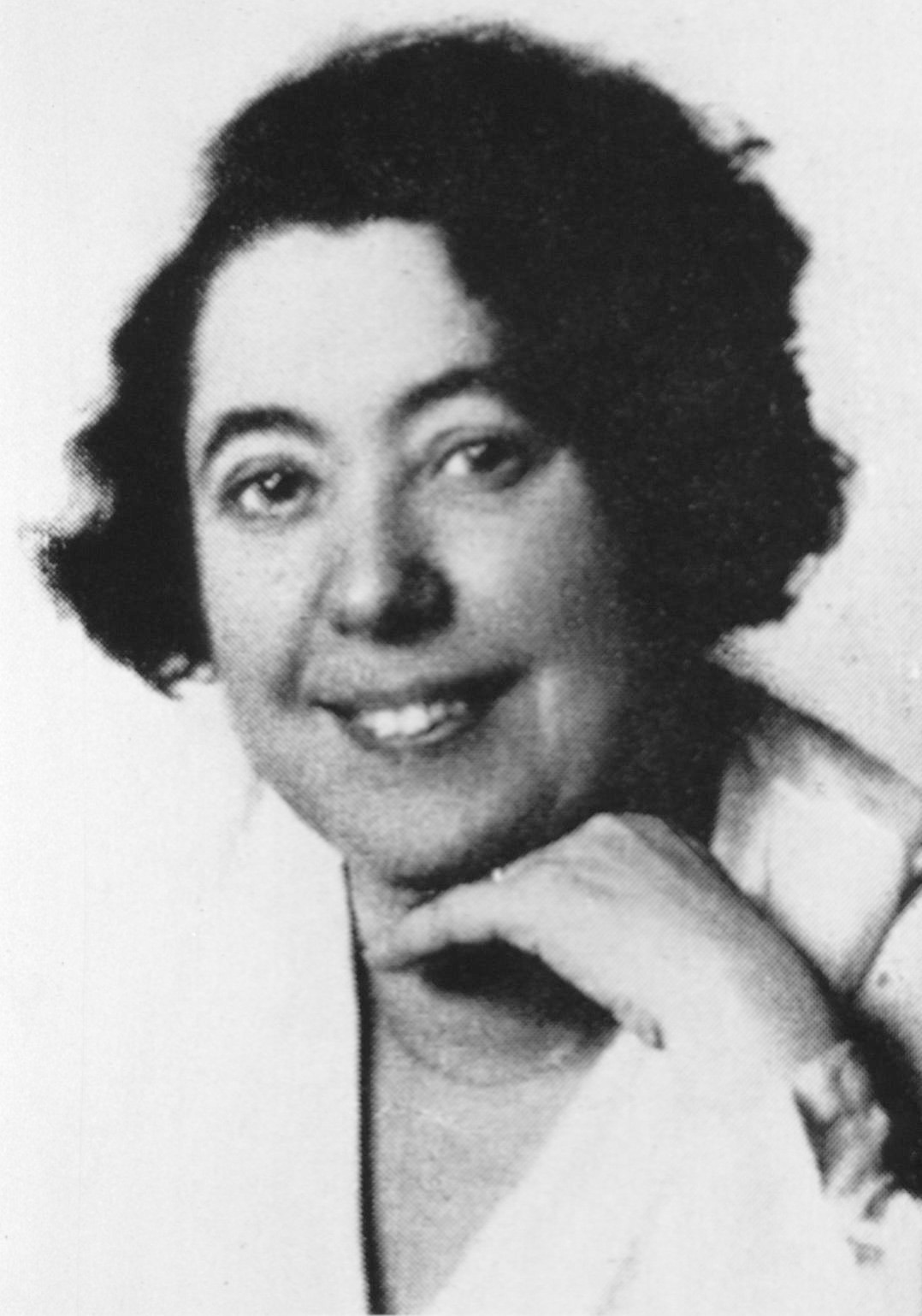
لينا شتيرن 1878- 1968) عالمة كيمياء حيوية وفيزيولوجيا سوفيتية اشتهرت بعملها الرائد في مجال الحاجز الدموي الدماغي، والذي وصفته عام 1921.

قام باول إرليخ المتخصص في علم الجراثيم، باستخدام الأصباغ الكيميائية لتوضيح بعض الأجزاء الحيوية الدقيقة تحت المجهر.
حيث قام إرليخ باستخدام صبغة أنيلين وحقنها في أجسام بعض الحيوانات، لكنه لاحظ أن الصبغة تلون جميع محتويات الأعضاء ما عدا محتويات الدماغ. لذلك أرجع إرليخ عدم التصبغ إلى أن الدماغ لا يتناول هذه الصبغة.
لاحقًا، قام العالم إدوين جولدمان (أحد تلاميذ إرليخ) في عام 1913م بحقن صبغة مباشرة داخل السائل المخي الشوكي لدماغ حيوان، ووجد أن الدماغ قد صبغ بهذه الصبغة، لكن بقية الجسم لم تتناول الصبغة. هذه التجربتين وضحت أن هناك نوع من الانفصال بين الدماغ وبقية الجسم، ورجّح العلماء أن الأوعية الدموية هي المسؤولة بنفسها عن هذا الانفصال (الحاجز)، وذلك لعدم تواجد حاجز ملموس بين الدماغ وبقية الجسم.
ثم قامت العالمة الروسية لينا ستيرن باقتراح اسم (بالإنجليزية: Hematoencephalic Barrier)‏ في عام 1921م. وظل هذا الرأي على ما هو عليه حتى عام 1960م حيث استخدم المجهر الإلكتروني الماسح وتم تأكيد وإثبات وجود الحاجز مجهريًا.

## وظائف الأعضاء

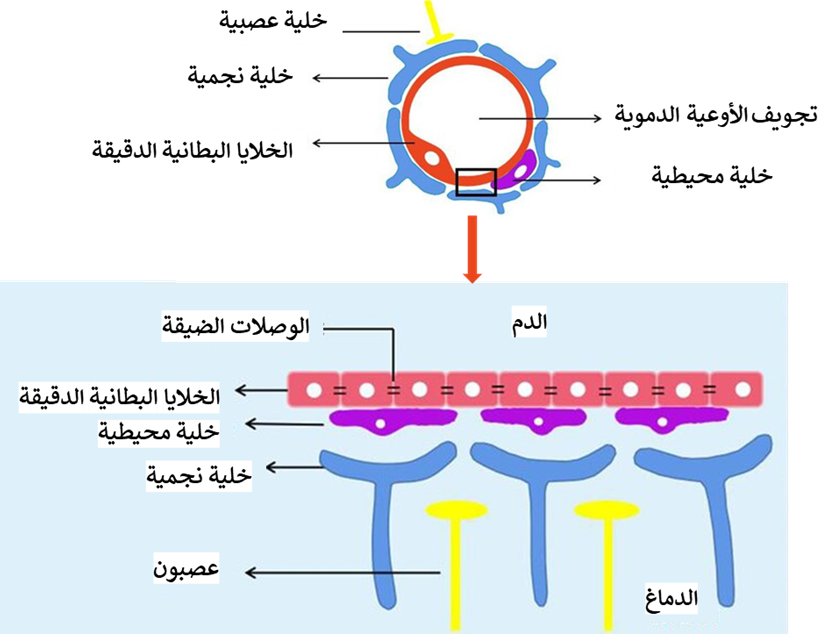
حاجز الدم الدماغي

هذا الحاجز ينتج من عملية «الاختيارية» التي تقوم بها الموصلات المحكمة بين الخلايا البطانية في أوعية الجهاز العصبي المركزي، والتي تقوم بمنع دخول بعض المذابات إلى الدماغ. ترتبط الخلايا البطانية مع بعضها بالموصلات المحكمة، والتي تتكون من وحدات صغيرة، والكثير من المثنويات الحيوية الكيميائية مثل الأكلودينات، الكلاودينات، وجزيء التصاق التوصيل (بالإنجليزية: Junctional Adhesion Molecule)‏ وهي عبارة عن بروتينات عبرغشائية. هذه البروتينات تتثبت مع الخلايا البطانية عن طريق بروتين آخر يسمى (zo-1) وبعض البروتينات الأخرى المرتبطة به.
الحاجز الدموي الدماغي يتكون أيضًا من خلايا عالية الكثافة تقوم بمنع بعض المواد من المرور من مجرى الدم خلال الخلايا البطانية في شعيرات الدماغ أكثر من شعيرات الأعضاء الأخرى في الجسم. زوائد الخلايا النجمية يطلق عليها أقدام خلوية نجمية (أو تسمى دبق محدد) تقوم بإحاطة الخلايا البطانية للحاجز الدموي الدماغي، وتمثل مصدر دعم حيوي كيميائي لهذه الخلايا. هذا الحاجز يمكن تمييزه عن حاجز السائل الدموي-المخي الشوكي، الذي هو من وظائف الخلايا المشيمية (بالإنجليزية: Choroidal cells)‏ في الضفيرة المشيمية، كما يمكن تمييزه من الحاجز الدموي الشبكي والذي يعتبر جزء من هذه الحواجز.
هناك بعض الأجزاء من دماغ الإنسان لا يغطيها الحاجز الدموي الدماغي. من هذه الأجزاء الأجزاء المحيطة بالبطينات، والتي منها على سبيل المثال: سقف البطين الثالث والرابع، الشعيرات الدموية في الغدة الصنوبرية في سقف الدماغ البيني، والغدة الصنوبرية التي تقوم بإفراز هرمون ميلاتونين مباشرة في الدم.

## التطور
في البداية، أجريت بعض التجارب خلال عقد 1920م واقترحت أن الحاجز الدموي الدماغي في حديثي الولادة غير ناضج. سبب هذه المغالطة هو خطأ في المنهجية (الضغط التناضحي كان عاليًا جدًا وأوعية الشعيرات الدموية الجنينية دقيقة جدًا لدرجة أن لحقت بها أضرار جزئية). التجارب أظهرت لاحقًا بعد إنقاص كمية السائل المحقون أن العلامات لا يمكنها تجاوز الحاجز الدموي الدماغي. وذكرت هذه التجارب أن المواد الطبيعية مثل الألبومين، ألفا-1-فيتو بروتين أو ترانسفيررين مع ارتفاع تركيز المصورة في حديث الولادة لا يمكن اكتشافها في السائل خارج الخلية في الدماغ. تنشأ ب-البروتينات السكرية المسئولة عن الإخراج في النقل من البطانة الجنينية.
قياس معدل تناول الدماغ لمواد الأسيتامايد، والأنتي بايريدين، وبنزايل الكحول، والبيوتانول، والكافيين، والسيتوزين، وثنائي فينيل هايدانتوين، والإيثانول، وإيثيلين جلايكول، والهيروين، والمانيتول، والميثانول، وفينوباربيتال، وبروبيلين جلايكول، وثيويوريا، واليوريا، في حديثي الولادة المخدرين بالإيثر مقابل الأرانب البالغة، يظهر أن بطانة دماغ حديث الولادة في الأرنب والجرذ البالغ هما متطابقان وظيفيًا مع مراعاة ارتباط الدهون بالنفاذية. هذه المعلومات وضحت أنه لا فرق بين شعيرات الحاجز الدموي الدماغي في حديث الولادة والبالغ. أيضًا لم يكن هناك أي فرق في تناول الدماغ للجلوكوز، والأحماض الأمينية، والأحماض العضوية، وبيورينات، والنيوكليوسايدات، والكولينات، بين حديث الولادة والبالغ في الأرانب. وتشير هذه الدراسات إلى أن دماغ حديث الولادة والبالغ لهما نفس الخاصية في منع دخول بعض المواد.
وبعكس الاقتراحات التي تكلمت حول عدم نضوج الحاجز في حديثي الولادة في الحيوانات، وضحت هذه الدراسات إلى أن الحاجز هو متطور وفعال منذ الولادة.

## الاعتلال الوظيفي

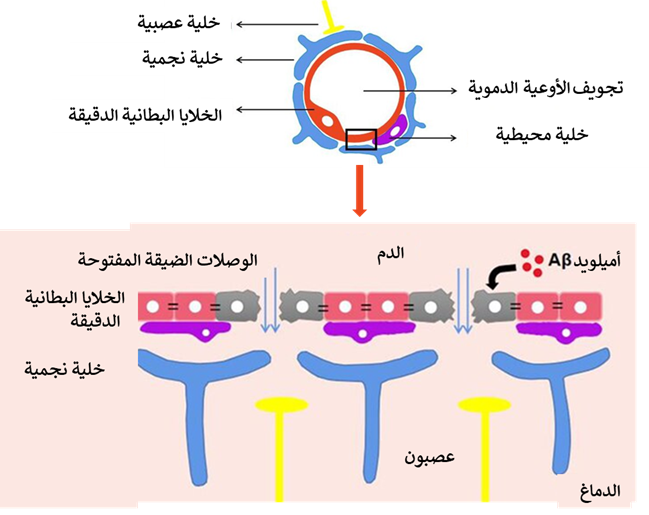
انهيار حاجز الدم في الدماغ في مرض الزهايمر

يقوم الحاجز الدموي الدماغي بحماية الدماغ بفعالية من أي عدوى بكتيرية. وبسبب أن المضادات الحيوية والأجسام المضادة ذات حجم كبير لا يمكنها اختراق الحاجز، فإن أي عدوى أو مرض يصيب الدماغ يسبب مضاعفات خطيرة، وبشكل عام هو صعب المعالجة. ويعتقد أن الحاجز عمومًا يصبح أكثر نفاذية أثناء العدوى، ولذلك فإن بعض المضادات الحيوية يمكنها عبور الحاجز [بحاجة لمصدر]. الفيروسات تقوم بعبور الحاجز عن طريق ربط نفسها مع الخلايا المناعية الدورانية[بحاجة لمصدر].
الملتويات مثل البورلية، التي تسبب داء لايم، واللولبية الشاحبة التي تسبب الزهري. هذه البكتيريا الضارة يعتقد أنها تخترق الحاجز عن طريق فجوات في جدران الأوعية الدموية.
قد يتضرر حاجز الدم في الدماغ في بعض الأمراض العصبية، كما أشارت دراسات التصوير العصبي لمرض الزهايمر، والتصلب الجانبي الضموري، والصرع، والسكتة الدماغية الإقفارية، وصدمات الدماغ، وفي الأمراض الجهازية، مثل فشل الكبد. قد تؤدي التأثيرات مثل ضعف نقل الجلوكوز وتنكس الخلايا البطانية إلى خلل في التمثيل الغذائي داخل الدماغ، وزيادة نفاذية الحاجز الدموي الدماغي للعوامل المسببة للالتهابات، مما يسمح للمضادات الحيوية والبلعميات بالتحرك عبر الحاجز الدموي الدماغي.

## دخول الأدوية
كان التغلب على مشكلة عدم قدرة الأدوية على دخول أنسجة الدماغ هو التحدي الأكبر في علاج أمراض الدماغ. فهو بخاصيته الدفاعية يحمي الدماغ ويمنع وصول أي مواد تشخيصية أو حتى علاجية لأجزاء الدماغ. وكثير من المواد العلاجية الفعالة لا تستطيع اجتياز الحاجز بكميات كافية.
الآليات التي يتم العمل بها للوصول إلى أجزاء الدماغ كانت إما «اجتياز» أو «الالتفاف» خلف الحاجز. وطرق وصول العلاجات واجتيازها الحاجز يتطلب تعطيل الحاجز بواسطة التناضح بطريقة حيوية كيميائية حيث تستخدم مادة فعالة في الأوعية مثل البراديكينين، أو حتى عن طريق تعرض موضعي لموجة صوتية موجهة وعالية الكثافة (بالإنجليزية: HIFU)‏  طرق أخرى يمكن استخدامها لتجاوز الحاجز تتطلب استخدام نظام نقل المواد الداخلية المنشأ ويتضمن ذلك نواقل مثل الجلوكوز ونواقل الأحماض الأمينية، نواقل الأنسولين، أو ترانسفيرين، وإيقاف نواقل الإخراج النشط مثل ب-جلايكوبروتين. الطرق التي تلتف حول الحاجز تتضمن الغرس داخل الدماغ (عن طريق إبرة) أو عن طريق التوزيع المحسن. المانيتول يستخدم أيضًا لتجاوز الحاجز.

### الجسيمات النانوية
ساعدت تقانة الصغائر (تقنية النانو) في العمل على تجاوز الأدوية للحاجز، وحديثًا قام عدة باحثون بالمحاولة لصنع جسم دهني محمول مع جسيم نانوي ليتمكن من تجاوز عبر الحاجز. هذه التجارب تحتاج العديد من الأبحاث لتحديد الاستراتيجيات الأكثر فعالية لعلاج أورام الدماغ.
تجاوز الأدوية والمواد للحاجز هو من أكثر التطبيقات الواعدة لتقنية النانو في العلوم العصبية. الجسيمات النانوية يمكنها أن تحمل العديد من المهام المتسلسلة وذلك يساعد في تجاوزها الحاجز الدموي الدماغي.
أجري عدد مقدّر من الأبحاث لاستكشاف الطرق التي تعتمد على الجسيمات النانوية لإيصال أدوية علاج الأورام. على سبيل المثال البولي ايثيلين المعلم اشعاعياً المغلف بجسيمات كروية نانوية للهيكسا أديسلكيانوأكريلات التي استهدفت الساركومة الدبقية في الجرذان. على كل حال التجربة لم تكتمل لتطبق في الإجراءات الطبية بسبب أن المادة تتجمع أيضّا في الأنسجة المحيطة الصحيحة.
يجب ملاحظة أن الخلايا البطانية الوعائية والخلايا الحوطية المرتبطة بها تكون غير طبيعية في الأورام ولذلك فإن الحاجز الدموي الدماغي في حالة الأورام الدماغية قد لا يكون سليمًا، والغشاء القاعدي قد يكون غير مكتمل. بينما تعمل الخلايا النجمية على مقاومة وصول الأدوية للأورام.

## أمراض الحاجز الدموي الدماغي

### التهاب السحايا
التهاب السحايا هو التهاب الأغشية التي تحيط الدماغ والحبل الشوكي (هذه الأغشية تسمى السحايا). التهاب السحايا يحدث عادة بسبب العدوى من عوامل ممرضة مختلفة، منها على سبيل المثال العقدية الرئوية والمستدمية النزلية. عندما تلتهب السحايا، قد يضطرب عمل الحاجز الدموي الدماغي. هذا الاضطراب قد يسبب تجاوز بعض المواد السمية وحتى المضادات الحيوية لهذا الحاجز لتصل إلى الدماغ. قد تسبب المضادات الحيوية التي تعالج التهاب السحايا تفاقم الاستجابة الالتهابية للجهاز العصبي المركزي عن طريق إفراز سميات عصبية من جدار خلايا عديد السكاريد الشحمي لشبيه البكتيريا.
اعتمادًا على المسبّب المرضي، سواءً كان بكتيري، أو فطري، أو أولي، عادةً يكون العلاج إما بالجيل الثالث أو الرابع من السيفالوسبورين أوبالأمفوتيريسين ب.

### الصرع
الصرع هو مرض عصبي شائع يتصف بنوبات متكررة وأحيانًا غير قابلة للعلاج. هناك عدة معلومات تجريبية وسريرية بدت أنها متورطة في فشل وظيفة الحاجز الدموي الدماغي إذ تقوم بإحداث نوبات حادة أو مزمنة، وبعض البحوث وضحت تأثير التفاعل بين بعض البروتنيات الدموية مثل الألبومين والخلايا النجمية.
هذه الاكتشافات تقترح أن النوبات الحادة هي نتيجة متوقعة لاضطراب الحاجز الدموي الدماغي سواءً كان الاضطراب التهابي السبب أو اضطراب مفتعل. كذلك فإن وصف جزيئات مقاومة الأدوية والنواقل في الحاجز الدموي الدماغي هي آلية مهمة للمقاومة وشائعة الاستخدام في الأدوية مضادة الصرع.

### التصلب المتعدد
التصلب المتعدد يعتبر واحد من الأمراض الانضدادية (أو المناعية الذاتية) وأيضًا من أمراض تحلل الجهاز العصبي، حيث يقوم الجهاز المناعي بمهاجمة الميالين الذي يقوم بالحماية والعزل الكهربي للخلايا العصبية في الجهاز العصبي المركزي والطرفي. بشكل عام، يمنع الحاجز الدموي الدماغي في الإنسان الصحيح دخول خلايا الدم البيضاء إلى الجهاز العصبي. لكن عند الإصابة بمرض التصلب المتعدد اتضح عن طريق التصوير بالرنين المغناطيسي تكسر أجزاء من الحاجز في الدماغ والحبل الشوكي والذي يسمح بمرور نوع من خلايا الدم البيضاء والتي تسمى الخلايا اللمفاوية التائية حيث تقوم هذه الخلايا بمهاجمة الميالين الذي يغلف الأعصاب. لذلك فأحيانًا يعتبر هذا المرض هو اعتلال في الحاجز الدموي الدماغي أكثر من كونه مرضًا مناعيًا ذاتيًا. قامت بعض الأبحاث الحديثة بافتراض أن الخلل في الحاجز الدموي الدماغي في مرض التصلب المتعدد هو نتيجة لاضطراب في الخلايا البطانية التي توجد في داخل الأوعية الدموية، وهذا الاضطراب هو نتيجة خلل في وظيفة البروتين السكري-ب.[بحاجة لمصدر]
هناك العديد من الأبحاث والتحقيقات الجارية لإيجاد علاج لاعتلالات الحاجز الدموي الدماغي. كذلك يعتقد أن إجهاد الأكسدة هو أحد العوامل المهمة التي تقوم بكسر هذا الحاجز. لذلك تعتبر مضادات الأكسدة مثل حمض ليبويك هي عوامل قادرة على إصلاح الضعف في هذا الحاجز.

### التهاب النخاع والعصب البصري
التهاب النخاع والعصب البصري والذي يعرف بمرض ديفيس، هو شبيه لمرض التصلب المتعدد وأحيانًا تحصل الحيرة في تشخيص هذا المرض للتشابه الشديد مع التصلب المتعدد. أحد أهم فروقات التصلب المتعدد عن التهاب النخاع والعصب البصري هو أن التصلب المتعدد يمكن أن يصيب أهداف مختلفة غير الأعصاب والميالين.
في التهاب النخاع والعصب البصري، تتواجد أجسام مضادة بكميات كبيرة وتقوم هذه الأجسام بمهاجمة بروتينات تدعى أكوابورين 4 (التي تعد أحد مكونات الزوائد القدمية النجمية في الحاجز الدموي الدماغي.

### المرحلة المتأخرة من داء المثقبيات العصبي (مرض النوم)
المرحلة المتأخرة من داء المثقبيات أو مرض النوم، هي حالة مرضية تتواجد فيها الأولية المثقبية في أنسجة الدماغ. بالرغم من أنه آلية إصابة الدماغ بهذا الطفيل غير معروفة حتى الآن، لكن يعتقد أن الطفيل يقوم بالدخول عن طريق الضفيرة المشيموية التي تحيط بالبطينات.

### اعتلال بيضاء الدماغ العديد البؤر التصاعدي
اعتلال بيضاء الدماغ العديد البؤر التصاعدي هو مرض مزيل للميالين في الجهاز العصبي المركزي يسببه إعادة تنشيط الإصابة بالفيروس البابوفي الكامن (الفيروس التورامي)، والذي يستطيع اختراق الحاجز الدموي الدماغي. تؤثر هذه الإصابة خصوصًا المرضى منقوصي المناعة، وعادةً ما يكتشف في الأشخاص المصابين متلازمة نقص المناعة المكتسبة.

### داء دي فيفو
داء دي فيفو (ويعرف أيضًا بمتلازمة نقص ناقل الجلوكوز1) هي حالة نادرة تحدث نتيجة نقص نقل سكر الجلوكوز عبر الحاجز الدموي الدماغي، والذي يسبب تأخر في تطور الدماغ وبعض الاعتلالات العصبية. يتسبب في نقص هذه النواقل عيوب وراثية والتي تمثل السبب الأولي لداء دي فيفو.

### داء ألزهايمر
بعض الظواهر الجديدة دلت على أن الاعتلال الذي يصيب الحاجز الدموي الدماغي في المصابين بداء ألزهايمر يسمح لمصورة الدم التي تحتوي على النشواني بيتا (Aβ) بأن تدخل للدماغ، حيث يقوم هذا النشواني بالالتصاق (بشكل تفضيلي) على سطح الخلايا النجمية.
هذه الاكتشافات قادت إلى افتراض أن:
1. انهيار الحاجز الدموي الدماغي يسمح بدخول الأضداد الذاتية المرتبطة بالأعصاب بالإضافة إلى (النشواني بيتا42) الخارجي الذائب إلى الخلايا العصبية في الدماغ.
2. ارتباط هذه الأضداد الذاتية مع الخلايا العصبية يسبب استيعاب وتجمع النشواني بيتا42 في الخلايا الضعيفة من خلال الخاصية الطبيعية التي تمتلكها في تنظيف الأضداد الذاتية المرتبطة بالسطح عبر عملية البلعمة.

في نهاية المطاف تموت الخلايا النجمية وتنفجر وتتحلل، مخلفة ورائها لويحات غير ذائبة من النشواني بيتا42.
لذلك في بعض المرضى، يسبب داء ألزهايمر (بالأصح يحفزه) تحلل وتكسر الحاجز الدموي الدماغي.

### التهاب الدماغ بفيروس نقص المناعة
يعتقد أن فيروس نقص المناعة المكتسب الكامن يستطيع عبور الحاجز الدموي الدماغي بداخل الخلايا الوحيدة الدائرة في الدم (نظرية حصان طروادة) خلال ال14 يوم الأولى من الإصابة. عندما يكون الفيروس بداخل الخلايا الوحيدة تتنشط هذه الخلايا وتتحول إلى بلعميات . البلعميات المنشطة تقوم بإفراز الفيروس داخل أنسجة الدماغ بالقرب من الأوعية الدقيقة فيه. هذه الجزئيات الفيروسية تجذب انتباه الخلية الدبقية الحارسة، والبلعميات حول الوعاء والتي تسبب بدء سلسلة التهابية والتي تسبب في سلسلة من الإشارات داخل الخلايا البطانية للأوعية الدقيقة وتسبب تلف تركيبي ووظيفي لتكوين الحاجز الدموي الدماغي. يسمى هذا الالتهاب (التهاب الدماغ بفيروس نقص المناعة (بالإنجليزية: HIVE)‏). بعض الحالات لالتهاب الدماغ بفيروس نقص المناعة تحدث خلال مسار متلازمة نقص المناعة المكتسبة وهذا الالتهاب هو سابق للخرف المتعلق بفيروس نقص المناعة (بالإنجليزية: HIV-associated dementia)‏. يعتبر نموذج القرود هو النموذج الرئيسي في دراسة فيروس نقص المناعة والتهاب الدماغ بفيروس نقص المناعة.

### داء الكلب
خلال إصابة الفئران بداء الكلب الخطير، يقوم الحاجز الدموي الدماغي بمنع المضادات الفيروسية من العبور خلاله ودخول الدماغ الذي يدخله الفيروس ويتكاثر بداخله. يرتبط هذا الجانب مع الإمراضية التي يسببها الفيروس إذ يقوم بزيادة نفاذية الحاجز الدموي الدماغي والتي تعزز التخلص من الفيروس. فتح منافذ الحاجز الدموي الدماغي خلال داء الكلب يعتبر الحل المقترح لعلاج هذا المرض، بالرغم من انعدام المحاولات التي تحدد نجاح هذه الطريقة أو عدم نجاحها.